# نادين خطيب

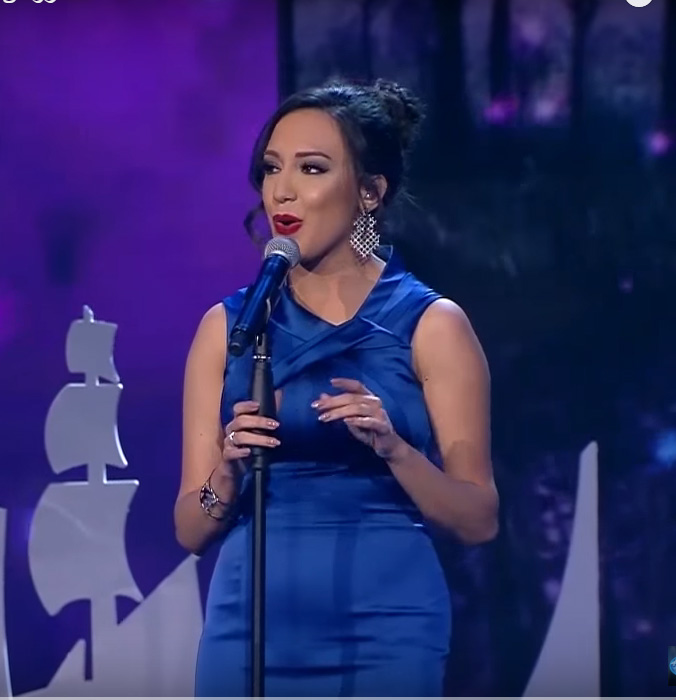
نادين خطيب تغني في برنامج أراب ايدول

نادين خطيب (ولدت 28 فبراير 1988)، هي مطربة فلسطينية وأحد المشتركين في برنامج أراب آيدول في موسمه الرابع.

## ميلادها ونشأتها
ولدت نادين خطيب في مدينة الناصرة عام 1988، وبدأت مشوارها الفني بعمر 8 سنوات.[بحاجة لمصدر] كان أول ظهور لها على التلفاز في برنامج نجوم الغد، التي غنت به أغنية (بنتي عندها لعبه – ماجدة الرومي). تعلمت في الأكاديمية الموسيقية في القدس، ودرست الموسيقى والغناء الشرقي. اكتسبت نادين موهبة الغناء من والدتها ناريمان خطيب،[بحاجة لمصدر] والتي دعمتها لدخول المجال الفني، وترعرعت نادين وسط عائلة فنية حيث أن ابنة خالتها هي الفنانة ايناس مصالحه.[بحاجة لمصدر]
في سنة 2010، دعيت نادين خطيب إلى تونس لتمثل فلسطين في إطار حملة «أسبوع الأمل» التي تعرض على قناة نسمة التونسية، وأثنى لطفي بوشناق على صوت وأداء نادين ووصف صوتها بالشجي.
بعد تخرّجها درَّسَت موضوعَ  الموسيقى في الروضاتِ لعدّةِ  سنوات وعلّمتْ في المدارس للصّفوفِ الإبتدائيَّة. 

## مشاركتها في برنامج أراب آيدول
نجحت نادين في التأهل إلى العروض المباشرة بعد اجتياز المرحلة الأولى، لكن تم إبعادها من طرف نانسي عن المنافسة عقب منحها فرصةً أخيرة. وخلال مرحلة الفرصة الأخيرة في الجولة الثالثة، طلبت أحلام إعادة المشتركة نادين الخطيب، وبعد اجتماع اللجنة خلال الفاصل، تم إعادة نادين إلى العروض المباشرة.
استغلت نادين خطيب الفرصة التي منحت لها، وقدمت أداء جيد في العروض المباشرة، حيث قدمت أغنية «حبيتك ياحبيبي»، للمطربة نجاة الصغيرة مما أثار إعجاب جميع أعضاء لجنة التحكيم.
ومع العرض الخامس انتهى مشوار المشتركة الفلسطينية نادين خطيب في أراب ايدول حيث حصلت على أقل نسبة تصويت من بين زملائها داليا سعيد من مصر ومهند حسين من الأردن.

## وصلات خارجية
- الصفحة الرسمية لنادين خطيب   على فيسبوك.
- نادين خطيب على تويتر.
- نادين خطيب على إنستغرام